# Крайовиці
Крайовиці (пол. Krajowice) — село в Польщі, у гміні Колачиці Ясельського повіту Підкарпатського воєводства.
Населення — 406 осіб (2011).
У 1975-1998 роках село належало до Кросненського воєводства.

## Демографія
Демографічна структура станом на 31 березня 2011 року:
|          | Загалом | Допрацездатний вік | Працездатний вік | Постпрацездатний вік |
| -------- | ------- | ------------------ | ---------------- | -------------------- |
| Чоловіки | 199     | 46                 | 136              | 17                   |
| Жінки    | 207     | 42                 | 128              | 37                   |
| Разом    | 406     | 88                 | 264              | 54                   |